# Queens Park, New South Wales
Queens Park este o suburbie în Sydney, Australia.